# Lounga
Lounga est une localité située dans le département d'Imasgo de la province de Boulkiemdé dans la région Centre-Ouest au Burkina Faso.

## Géographie
La commune est traversée par la route nationale 13.

## Démographie
| 2003  | 2006  | 2012 |
| ----- | ----- | ---- |
| 2 748 | 1 984 | -    |

## Éducation et santé
Le centre de soins le plus proche de Lounga est le centre de santé et de promotion sociale (CSPS) de Imasgo tandis que le centre médical avec antenne chirurgicale (CMA) se trouve à Koudougou.
Le village possède une école primaire publique.